# Hermann Kemper
Hermann Kemper (* 5. April 1892 in Nortrup; † 13. Juli 1977 ebenda) war ein deutscher Ingenieur und der Erfinder der Magnetschwebebahn.

## Leben
Hermann Kemper war ein Mitglied der Familie des 1888 gegründeten Wurst- und Fleischwarenherstellers Kemper.
Er beschäftigte sich während seines Studiums der Elektrotechnik an der Technischen Universität Hannover erstmals mit dem Einsatz von Elektromagneten an Zügen, um mit ihnen Räder zu ersetzen. Eine nähere Untersuchung dieses Konzeptes wurde jedoch erst nach 1927 möglich, als er sein Studium beendet hatte und den elterlichen Betrieb, die Wurstwarenfabrik Kemper übernahm. Es gelang ihm 1933, eine funktionierende Schaltung für das Schweben nach dem Prinzip der elektromagnetischen Anziehung zu konstruieren, die regelbar war. Im Jahr 1934 ließ Kemper seine Idee als Schwebebahn mit räderlosen Fahrzeugen, die an eisernen Fahrschienen mittels magnetischer Felder schwebend entlang geführt wird über das Reichspatent Nr. 643316 patentieren.
Dieses Patent wurde 1933, 1934, 1935 sowie 1938 ergänzt, als er sich aus der Führung seines Unternehmens zurückzog und sich der Forschung an dem Vorschlag widmete. Auf dieser Grundlage wurde ab Ende der 1960er Jahre der Transrapid entwickelt. Kemper sah sein Konzept auch für den Einsatz in einer Vakuumröhre vor, da er bei projektierten Geschwindigkeiten von bis zu 3000 km/h hierin eine optimale Anwendung sah. Dieser Vorschlag wird heute als Hyperloop weiterentwickelt. 
1939 wurde Kemper von der Aerodynamische Versuchsanstalt (AVA) in Göttingen eine Stelle zur Forschung an der Magnetschwebebahn-Technologie angeboten. Hierfür sollte in Landsberg an der Warthe eine 20 Kilometer lange Teststrecke errichtet werden, auf der auch die Erprobung von Strahltriebwerken für Flugzeuge vorgesehen war. Aufgrund des Zweiten Weltkriegs wurde das Projekt jedoch im Jahr 1943 beendet und Kemper ließ seine Patente nicht verlängern.
Kemper starb am 13. Juli 1977 an den Folgen eines Schlaganfalls.

## Ehrungen
1972 erhielt er als Würdigung seiner Forschungsleistungen das Große Verdienstkreuz der Bundesrepublik Deutschland.